# 竹滬
竹滬，是臺灣高雄市路竹區、茄萣區交界地帶的一個傳統地域名稱，位於路竹區西部、茄萣區東南部。相較於今日行政區，其範圍大致包括路竹區的竹滬里不含東南端、頂寮里、新達里北部邊界地帶東半段、文北里北部凸出部分的西北大半部及西部邊界地帶中央偏南段，以及茄萣區的崎漏里東南部。
本地區境內主要聚落為竹滬、頂藔、中藔、三塊藔，東部劃入南科高雄園區的範圍。

## 歷史
台灣日治初期，竹滬地區為一街庄，稱為「竹滬庄」（舊制街庄），隸屬於長治二圖里。該庄昔日西邊及北邊西段與崎漏庄為鄰，北邊東段湖內庄為鄰，東邊為半路竹庄，南邊為後鄉庄，西南邊為烏樹林庄。
1901年（日治明治三十四年）11月11日，全台廢縣廳改設二十廳，該庄隸屬於鳳山廳。1904年（明治三十七年）5月3日，該庄編入「大湖區」，隸屬於鳳山廳。1909年（明治四十二年）10月25日，全台合併二十廳為十二廳，大湖區改隸屬於臺南廳。1920年（大正九年）10月1日，全台地方制度大改正，廢十二廳改設五州二廳，該庄改制為「竹滬」大字，隸屬於高雄州岡山郡湖內庄（新制街庄）。
戰後湖內庄改制為湖內鄉，隸屬於高雄縣，大字亦改制為村。1950（民國39年）3月10日，本地區拆分為二，東大半部改隸屬於同縣路竹鄉。同年10月1日，高、屏分治，湖內鄉、路竹鄉仍隸屬於高雄縣。2010年（民國99年）12月25日，高雄縣、市合併為直轄高雄市，湖內鄉、路竹鄉改制為湖內區、路竹區，村亦改制為里。

## 聚落
本地區發展較早的聚落為竹滬、頂藔、中藔、三塊藔，在日治初期的官方地圖上已有記載。

## 交通
省道台17線又稱「西部濱海公路」，是甲南至水底寮的幹道，經過本地區中部的竹滬聚落西側。由該道路北行可前往湖內區西南端、茄萣區、臺南市南區、安平區/中西區邊界、中西區等地；南行可前往永安區東部、彌陀區、梓官區、楠梓區等地。
區道高5線是大湖至竹滬的道路，其南側端點（終點）位於本地區竹滬聚落的區道高8線路口。
區道高8線是竹滬至路竹的道路，其西側端點（起點）位於本地區竹滬聚落西側的省道台17線路口。

## 設施
- 竹滬華山殿
- 竹滬國小（部分）
- 高雄市政府警察局湖內分局竹滬派出所